# Барон (Оаза)
Барон (фр. Baron) насеље је и општина у североисточној Француској у региону Пикардија, у департману Оаза која припада префектури Санлис.
По подацима из 2011. године у општини је живело 786 становника, а густина насељености је износила 36,61 становника/km². Општина се простире на површини од 21,47 km². Налази се на средњој надморској висини од 85 метара (максималној 151 m, а минималној 63 m).

## Демографија
| 1962. | 1968. | 1975. | 1982. | 1990. | 1999. | 2011. |
| ----- | ----- | ----- | ----- | ----- | ----- | ----- |
| 586   | 597   | 598   | 715   | 741   | 777   | 786   |

График промене броја становника у току последњих година